# Urška Žolnir
Urška Žolnir, född 9 oktober 1981 i Celje, Slovenien, SFR Jugoslavien,är en slovensk judoutövare som tävlar i 63-kilosklassen.
Hon deltog i olympiska sommarspelen 2012 i London där hon vann guld i sin viktklass och i olympiska sommarspelen 2004 i Aten där hon vann brons. Hon deltog även i olympiska sommarspelen 2008 i Peking men utan att vinna någon medalj.